# تبارنامه دودمان پهلوی

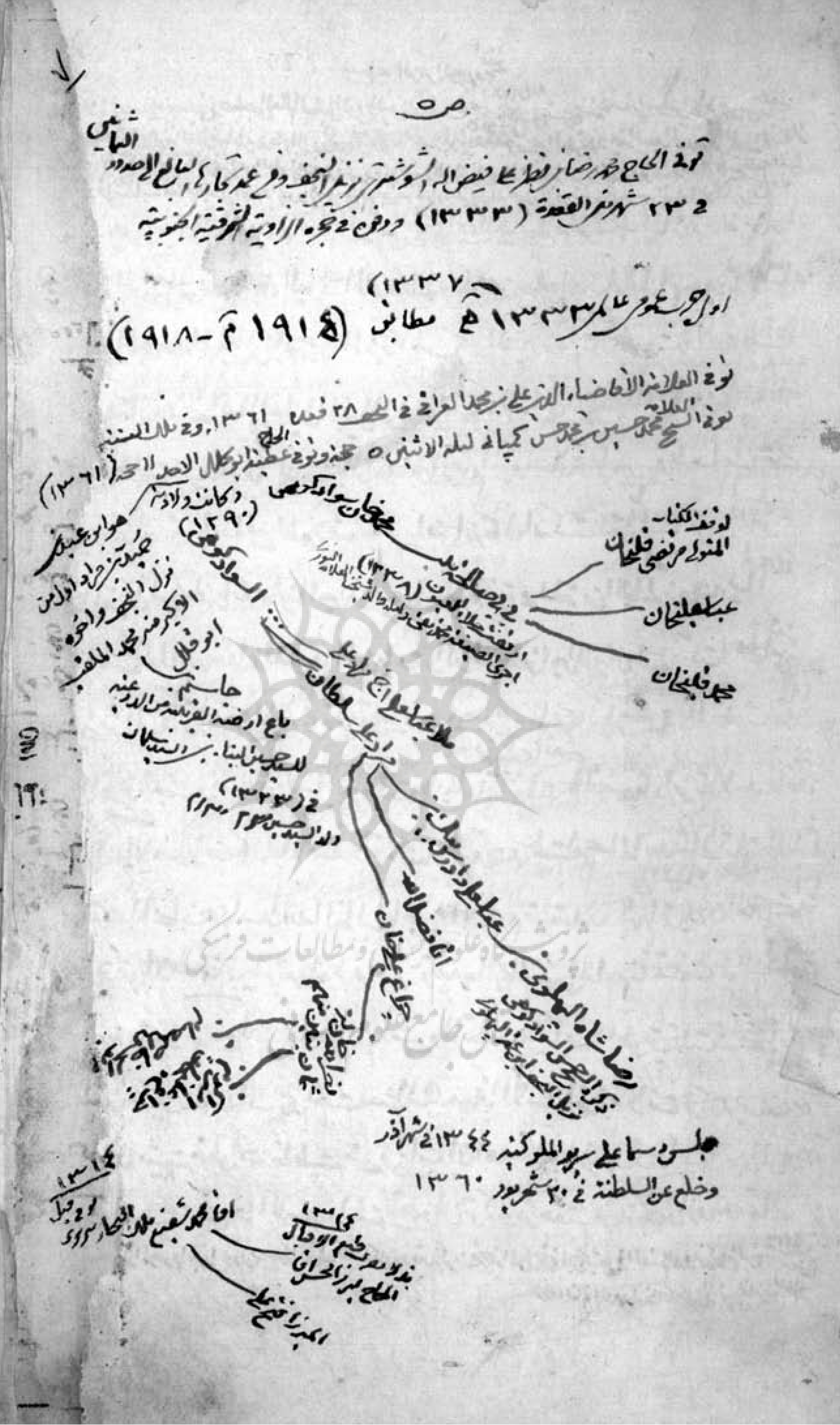
تبارنامهٔ رضاشاه از کتابچهٔ خطی منسوب به آقابزرگ تهرانی که در سال ۱۳۸۸ توسط مجلس شورای اسلامی شناسایی و منتشر شد.

تبارنامهٔ دودمان پهلوی تبارنامهٔ شاهان دودمان پهلوی از رضاشاه تا امروز است.

## انتشار تصویر تبارنامهٔ خطی رضاشاه
مجلهٔ «پیام بهارستان» متعلق به مرکز اسناد مجلس شورای اسلامی سندی به‌دست آمده از کتابی متعلق به آقابزرگ تهرانی را در سال ۱۳۸۸ انتشار داد که تبارنامهٔ رضاشاه را بیان می‌کند. این سند توسط فهرست‌نگار مجلس شورای اسلامی  سید محمد منصور طباطبایی بهبهانی اولین بار به‌دست آمد. آقابزرگ تهرانی نویسنده این تبارنامه صاحب دانشنامهٔ الذریعه و از استادان کتاب‌شناسان ایران بوده است. در این تبارنامه که به زبان عربی نگاشته شده، نویسنده، پدر ملا عباسعلی و مرادعلی سلطان را که پدربزرگ رضاشاه است با عبارت «... السوادکوهی» نام می‌برد. پس از «... السوادکوهی» که نام کوچک آن ذکر نشده است به دو فرزندش اشاره شد. ملاعباس علی که اعتمادالسلطنه از او با عنوان «آخوند ملا عباس‌علی سوادکوهی آلاشتی» نام می‌برد و از علمای عهد آقامحمدخان قاجار بود که در اوایل عصر فتحعلی‌شاه فوت کرد و مرادعلی سلطان که از سرکردگان نظامی بود در جنگ هرات کشته شد. از فرزندان او چراغعلی‌خان است که در کتابچهٔ جمع و خرج مازندران در سال ۱۳۱۶ قمری با عنوان «چراغعلی‌خان سوادکوهی» آمده است و دیگری پدر رضاشاه عباسعلی داداش‌بیگ است. از دیگر افراد سرشناس این تبارنامه امیر اکرم است که در دوران مشروطیت به سالار حشمت ملقب بود و پس از کودتای ۳ اسفند ۱۲۹۹ به امیر اکرم ملقب شد و چون نوهٔ عموی رضاخان سردار سپه بود، حکمران مازندران شد. در دوران سلطنت رضاشاه مدتی پیشکار ولیعهد بود و در سال ۱۳۰۹ خورشیدی فوت کرد. سالار حشمت و برادرش ابوالحسن خان صمصام در دوران مظفرالدین‌شاه و عصر مشروطه از سران فوج سوادکوه بودند.

## رضا شاه

### مراد علی خان سلطان
پدربزرگ رضاشاه، مراد علی خان سلطان نام داشته که در جنگ هرات (افغانستان) حضور داشته و بر اساس نوشتار هوشنگ پورکریم در کتاب «آلاشت، زادگاه اعلیحضرت رضاشاه کبیر» منتشر توسط وزارت فرهنگ و هنر مراد علی خان در آن جنگ از خودش رشادت و شجاعت به خرج داده است. مرادعلی خان که جد رضاشاه است صاحب منصب فوج سوادکوه بود و در سال ۱۲۷۲ هجری قمری (۱۲۳۵ خورشیدی) در جنگ هرات که با انگلیسی‌ها می‌جنگند، کشته می‌شود. سه پسر و شش دختر از او باقی ماند. چراغعلی خان، فضل‌الله خان، عباسعلی خان یاور نام پسرهای اوست.بر اساس این کتاب اجداد رضاشاه قبل از مراد علی خان سلطان عبارت‌اند از:
1. حاجی محمد حسن خان سلطان فرزند سلیمان خان پهلوان
2. سلیمان خان پهلوان فرزند جهانبخش خان پهلوان
3. جهانبخش خان پهلوان فرزند خسرو خان
4. خسرو خان فرزند رمضان خان پهلوان

در صفحه ۲۶ از کتاب «آلاشت، زادگاه اعلیحضرت رضاشاه کبیر» دربارهٔ علت پسوند «پهلوان» در نام پدران رضاشاه پهلوی، با ارائهٔ تصویری از کشتی محلی مازندران توضیح این‌چنین آورده شده است: «در قدیم کسانی را پهلوان می‌نامیدند که شجاعت و رشادت داشتند و در کشتی پیروز می‌شدند. کسانی که هر سال در مراسم کشتی‌گیری پیروز می‌شدند، لقب پهلوان می‌گرفتند. مازندرانی‌ها و از جمله مردم دهکده‌های سوادکوه هر سال و در یک روز معین در جایی جمع می‌شدند و با بر پا کردن مراسم کشتی گرفتن، پهلوان خود را انتخاب می‌کردند. هنوز هم در سوادکوه چنین مراسمی برگزار می‌شود».
رضاشاه در سفرنامهٔ مازندران، اصالت پدری و نیاکانی خود را به مازندران و سوادکوه رسانده و از آنجا با عنوان‌های «مسقط الرأس» و «خانه» و «وطن خود» و مرقد اسلاف و اجداد و نیاکانش یاد کرده است. سفرنامهٔ مازندران در سال ۱۹۲۶، به «تقریر» رضاشاه و نوشتار رئیس دفترش فرج‌الله بهرامی نوشته شد این سفرنامه نخستین بار در سال ۱۳۰۵ (۱۹۲۶) در نشریه «قشون» به سر دبیری حبیب‌الله نوبخت شیرازی منتشر و بار دوم نیز و در سال ۱۳۵4(1975) مراسم بزرگداشت پنجاهمین سال شاهنشاهی پهلوی منتشر شد.

### عباسعلی‌خان
پدر رضاشاه یاور (سرگرد) عباسعلی داداش‌بیگ نام داشته و به همراه برادر بزرگترش رئیس فوج (هنگ) سوادکوه بود. بر اساس کتاب آلاشت، زادگاه اعلی‌حضرت رضاشاه کبیر پدر رضا شاه، چون بسیار مهربان بوده همهٔ اهل ده او را «داداش» می‌نامیدند. او چهار بار ازدواج کرده و رضاشاه از همسر چهارم او نوش‌آفرین آیرملو متولد شد. 

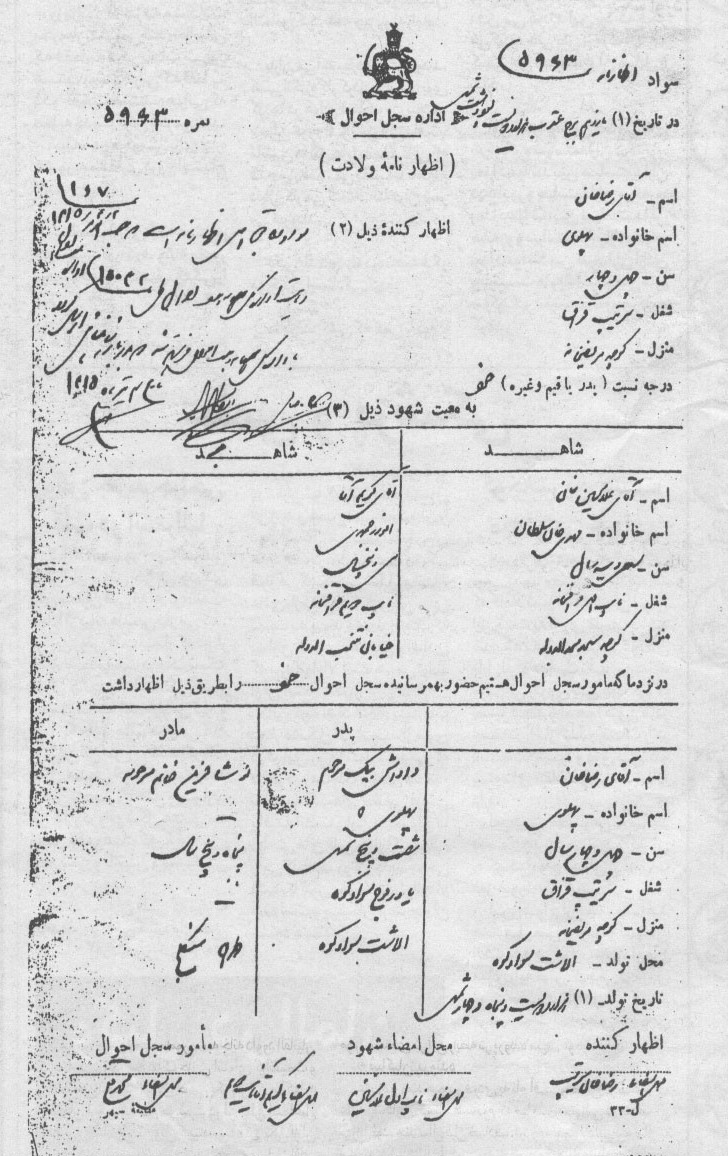
شناسنامهٔ رضاشاه که در سن ۴۲ سالگی وی برایش صادر شده است

عباسعلی داداش‌بیگ ۳۲ فرزند داشت که رضا شاه کوچک‌ترین آنها بود.
مرگ عباسعلی‌خان در تهران اتفاق افتاد و در آن زمان رضاشاه نوزادی چهل روزه بود.

### رضا شاه
رضا آخرین پسر عباسعلی بیگ، یاور (سرگرد) در فوج سوادکوه، بود که از همسر چهارم او به نام «نوش‌آفرین» در ۲۴ اسفند ۱۲۵۶ در آلاشت از توابع سوادکوه مازندران به دنیا آمد. پدرش چند روز پس از به دنیا آمدن او درگذشت و مادرش با فرزند بیمار خود رضا راهی تهران شد. محمدرضا پهلوی در کتاب مأموریت برای وطنم اینچنین آورده است: «پدرم در سال ۱۲۵۶ در استان مازندران که نزدیک بحر خزر است، پا به عرصه وجود گذاشت. او بر خلاف پادشاهان قاجار که چنان‌که گفتم از نژاد ترک بودند، از خانواده‌ای اصیل ایرانی بود و پدر و جدش در ارتش ایران با سمت افسری خدمت کرده بودند. جد او در یکی از جنگ‌های ایران و افغانستان از خود شجاعت و رشادت مخصوصی نشان داده و پدرش فرماندهی هنگی را که در استان مازندران ساخلو داشت، عهده‌دار بود .»
او در سن ۱۴ سالگی توسط صمصام (از ابواب جمعی علی‌اصغرخان امین‌السلطان صدراعظم)، یکی از بستگان خود وارد فوج سوادکوه و تابین (سرباز) شد. از خود وی نقل شده است که به هنگام ورود آن‌قدر خردسال بوده است که دیگران وی را سوار اسب می‌کرده‌اند.
سال ۱۲۷۵ خورشیدی پس از کشته شدن ناصرالدین‌شاه قاجار، فوج سوادکوه برای نگاهبانی از سفارتخانه و مراکز دولتی به تهران فراخوانده شد. وی در دوران خدمت در قزاقخانه مدتی نگهبان سفارت آلمان در تهران بود. امضای تغییر شیفت روزانهٔ وی هنوز در این محل نگهداری می‌شود. سپس به سرگروهبانی محافظان بانک استقراضی روسیه در مشهد و پس از چندی به وکیل‌باشی (گروهبان تا استوار) گروهان شصت‌تیر منصوب شد. در این دوره رضاخان به دلیل استفاده از یکی از معدود مسلسل‌های ماکسیم آن زمان، به «رضا ماکسیم» معروف شد.
در سال ۱۲۸۸ خورشیدی، همراه با سواران بختیاری و ارمنی برای خواباندن شورش‌ها و قیام‌های محلی به زنجان و اردبیل اعزام شد و در جنگ با قوای ارشدالدوله از خود رشادت نشان داد. سپس با درجهٔ یاوری (ستوانی) به فرماندهی دستهٔ تیرانداز و در سال ۱۲۹۷ خورشیدی به فرماندهی آتریاد (تیپ) همدان منصوب شد.
او در این سمت علیه فرمانده بریگاد یعنی سرهنگ کلِرژه (Georgy Klerzhe) کودتایی را به فرماندهی استاروسِلسکی، معاون وی با موفقیت اجرا نمود. اجرای این کودتا با هماهنگی احمدشاه توسط رضاخان به کودتای اول رضاخان نیز معروف است. در اثر این کودتا، کلرژه به روسیه بازگشت و استاروسلسکی فرمانده بریگاد قزاق در ایران شد. او مدت‌ها بعد با مریم سوادکوهی دخترعموی خود ازدواج کرد و صاحب دختری به نام فاطمه (همدم‌السلطنه) شد.
همسرش چندی بعد درگذشت و او در سال ۱۲۹۵ با تاج‌الملوک آیرملو دختر یاور آیرملو ازدواج کرد که برای او چهار فرزند به نام‌های شمس پهلوی، محمدرضا پهلوی، اشرف پهلوی و علیرضا پهلوی به دنیا آورد. رضا از آن پس مدارج ترقی را با نشان دادن شجاعت و لیاقت نظامی خود طی کرد و به دریافت عنوان خانی، درجه افسری نایل آمد و به درجهٔ میرپنج در بریگاد قزاق رسید.
در پی گفتگوها و هماهنگی‌های انجام شده میان سید ضیاءالدین طباطبایی (مدیر روزنامه رعد) و رضاخان از یک سو و ژنرال آیرونساید با رضاخان از سوی دیگر، در روز ۳ اسفند سال ۱۲۹۹، کودتایی نظامی ترتیب داده شد که پس از این کودتا او به تدریج به وزارت جنگ و ریاست‌الوزرایی و در نهایت پادشاهی رسید. با تشکیل و رأی مثبت اکثریت نمایندگان مجلس مؤسسان (متشکل از سیاستمدارانی همچون: سید حسن مدرس، محمدتقی بهار و محمد مصدق) در آبان ۱۳۰۴ سلطنت رضاشاه پهلوی رسمیت یافت. در این هنگام رضاشاه همسر دیگری به نام توران امیرسلیمانی اختیار کرد و از او صاحب یک فرزند به نام غلامرضا پهلوی شد. او پس از جدایی از ملکه توران، همسر دیگری به نام عصمت دولتشاهی اختیار کرد که چند فرزند برای او به دنیا آورد: عبدالرضا -احمدرضا - محمودرضا - فاطمه و حمیدرضا.
رضاشاه ۱۶ سال سلطنت کرد و عاقبت پس از اشغال کشور توسط قوای بیگانه در ۳ شهریور ۱۳۲۰ ناچار به کناره‌گیری از سلطنت و ترک کشور شد و در سال ۱۳۲۳ در ژوهانسبورگ در آفریقای جنوبی درگذشت.

## محمدرضاشاه
محمدرضا اولین پسر رضاشاه بود که از همسر دوم او به نام نیم تاج (بعدها «تاج‌الملوک») در ۴ آبان ۱۲۹۸ در محلهٔ دروازه قزوین تهران با اصالت مازندرانی به دنیا آمد.
محمدرضا پس از به پادشاهی رسیدن پدرش و در هفت سالگی به ولیعهدی رسید. از آن پس، محمدرضا به کاخی اختصاصی در مجموعه قاجاری گلستان برای آغاز آموزش‌های رسمی پادشاهی منتقل شد و نیز به مدرسه نظام رفت.
محمدرضا پهلوی در ۱۵ شهریور ۱۳۱۰ برای ادامهٔ تحصیل به سوئیس اعزام شد. کشور سوئیس به دقت انتخاب شده بود. این کشور غربی و اروپایی، ولی در اروپای سیاست‌زدهٔ آن روزها، غیر سیاسی بود.
شاه خود در کتاب مأموریت برای وطنم ادعا نموده است که پیش از بازگشت به ایران در سال ۱۹۳۶ موفق به دریافت دیپلم از مدرسهٔ له‌روزه در سوئیس شده است، اما سوابق موجود در مدرسه نشان می‌دهد که محمدرضا پیش از دریافت دیپلم، به درخواست پدرش و به دلایل سیاسی به ایران بازگشته است و تحصیلاتش را در ایران ادامه داده است. سوابق مدرسهٔ له‌روزه، محمدرضا را دانش‌آموزی «بسیار خوب» توصیف می‌کنند.
اقامت محمدرضا در سوئیس ۵ سال به طول انجامید. او در ۱۷ سالگی از سوئیس به ایران بازگشت و در دانشکده افسری مشغول به تحصیل شد. او دو سال بعد و در ۱۹ سالگی با درجهٔ ستوان دوم از این دانشکده فارغ‌التحصیل شد.
در این دوره، نشست‌های روزانهٔ منظمی میان محمدرضا و پدرش انجام می‌گرفت. پس از فارغ‌التحصیلی، او به مقام بازرسی ارتش شاهنشاهی رسید. علاوه بر این، رضاشاه به تدریج محمدرضا را حتی در تصمیم‌گیری‌های مهم خود در امور جاری کشور دخالت داد. او در بیشتر سفرها به گوشه و کنار کشور، رضاشاه را همراهی می‌کرد.
زمانی که محمدرضا به ۲۰ سالگی رسید، پدرش تصمیم گرفت تا وی ازدواج کند. او در سال ۱۳۱۷ خورشیدی، با فوزیه فؤاد ازدواج کرد. آنان ۱۰ سال بعد از هم جدا شدند.
در شهریور ۱۳۲۰ کشور ایران به دست نیروهای دو کشور انگلستان و شوروی (و بعدها آمریکا) به بهانهٔ همراهی رضاشاه با قوای آلمان مورد هجوم گسترده قرار گرفت که از تاب و تحمل ارتش نوپای ایران خارج بود و رضاشاه پهلوی پیش از رسیدن قوای متفقین به تهران از پادشاهی استعفا داد و فرزندش را به عنوان جایگزین به مجلس شورای ملی معرفی کرد که مورد تصویب قرار گرفت. این اقدامات به پیشنهاد محمدعلی فروغی صورت گرفت تا راه سوءاستفادهٔ متفقین را ببندد. بدین ترتیب سال‌های آغازین پادشاهی وی با اشغال ایران و پایان جنگ جهانی دوم مصادف شد.
محمدرضا ۷ سال پس از آن‌که از فوزیه جدا شد، با ثریا اسفندیاری بختیاری ازدواج کرد؛ ولی در آن زمان جانشینی مسئله مهمی بود و محمدرضا (به علت نازاییِ ثریا) به‌ناچار از ثریا جدا شد.
سومین همسر محمدرضا، فرح دیبا بود. این‌بار شاه همسری غیرفعال نمی‌خواست و فرح هم چنین نبود.
فرزندان او شهناز (از فوزیه)، رضا، فرحناز، علی‌رضا و لیلا (از فرح) بودند که در این میان رضا به ولیعهدی رسید.
محمدرضا پهلوی سرانجام با بالا گرفتن اعتراضات، در ۲۶ دی ۱۳۵۷ ایران را ترک کرد و در روز ۵ مرداد ۱۳۵۹ در قاهره درگذشت.